# Chiến tranh Trăm Năm
Chiến tranh Trăm Năm là cuộc chiến tranh giữa Anh và Pháp kéo dài từ năm 1337 đến năm 1453 nhằm giành giật lãnh thổ và ngôi vua Pháp. 
Hai phe chính tham gia vào cuộc chiến là hoàng tộc Valois (vua Pháp) và hoàng tộc Plantagenet (vua Anh). Hoàng tộc Plantagenet làm vua ở Anh từ thế kỷ 12 và có gốc gác từ các vùng của Pháp như Anjou và Normandy. Chiến tranh nổ ra xoay quanh chuyện nhà Valois tuyên bố mình là vua của nước Pháp, còn nhà Plantagenet lại đòi hỏi ngôi vua của cả nước Pháp và nước Anh.
Cuộc chiến tranh chia làm bốn giai đoạn Chiến tranh thời Edward (1337-1360), Chiến tranh thời Charles (1369-1389), Chiến tranh thời nhà Lancaster (1415-1429), và sau đó là sự suy tàn dần của Anh sau khi xuất hiện của nữ anh hùng Jeanne d'Arc. Thuật ngữ "Chiến tranh Trăm Năm" là thuật ngữ được các nhà sử học đặt ra để mô tả theo chuỗi sự kiện.
Chiến tranh Trăm Năm là sự kiện lịch sử rất quan trọng. Mặc dù là cuộc xung đột giữa các triều đại nhưng cuộc chiến tranh đã thúc đẩy những ý tưởng đầu tiên về ý thức dân tộc của cả hai nước Pháp và Anh. Cuộc chiến cũng đã dẫn tới nhiều sự thay đổi về mặt chính trị và kinh tế của cả hai nước. Về mặt quân sự, nó được xem là cuộc chiến tranh đã đưa vào sử dụng các loại vũ khí và các chiến thuật mới thay thế cho các loại đã lỗi thời của quân đội phong kiến thống trị bởi kỵ binh hạng nặng. Vì tính chất quan trọng cũng như thời gian dài của chiến tranh, Chiến tranh Trăm Năm thường được xem là một trong những cuộc chiến tranh quan trọng nhất trong lịch sử các cuộc chiến tranh thời Trung cổ.

## Tranh chấp kế thừa: 1314-1328

Phả hệ hoàng tộc Anh và Pháp trước chiến tranh

## Giai đoạn chiến tranh thứ nhất với thắng lợi của quân Anh: 1337-1360

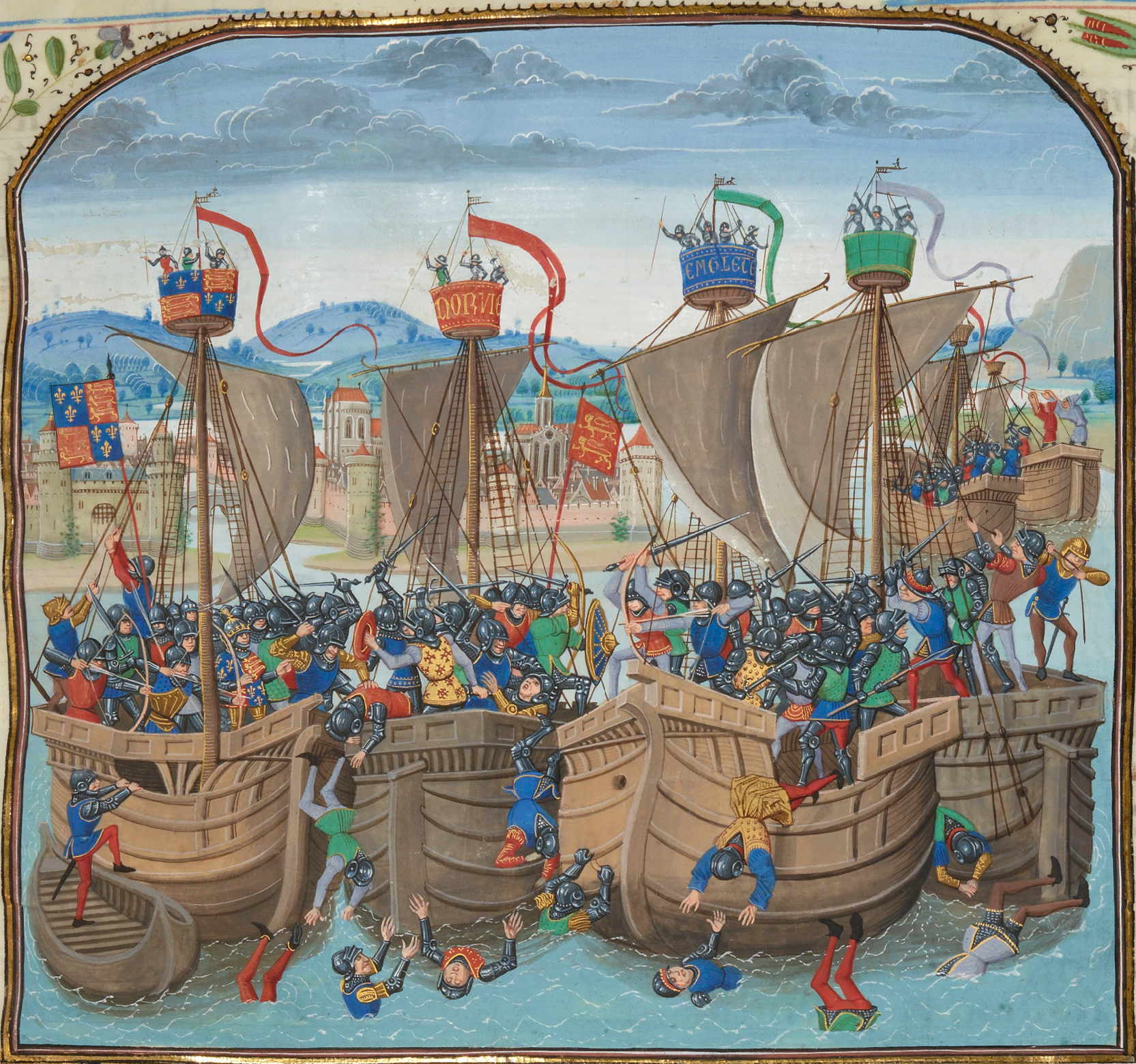
Trận Sluys, bản vẽ tay trong Biên niên sử Froissart, Bruge, khoảng 1470

## Giai đoạn chiến tranh thứ hai với nước Pháp chiếm ưu thế: 1369-1389

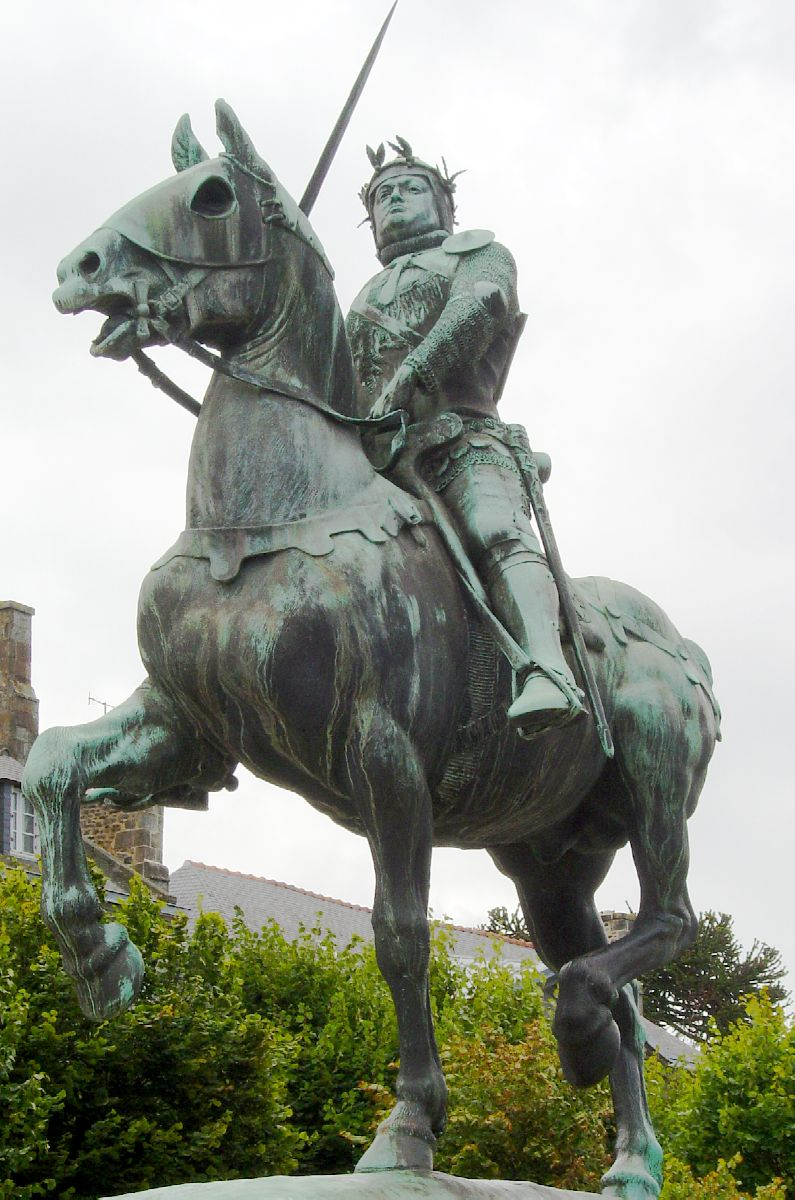
Tượng Du Guesclin ở Dinan

## Giai đoạn chiến tranh thứ ba dưới thời Henry V: 1415-1429

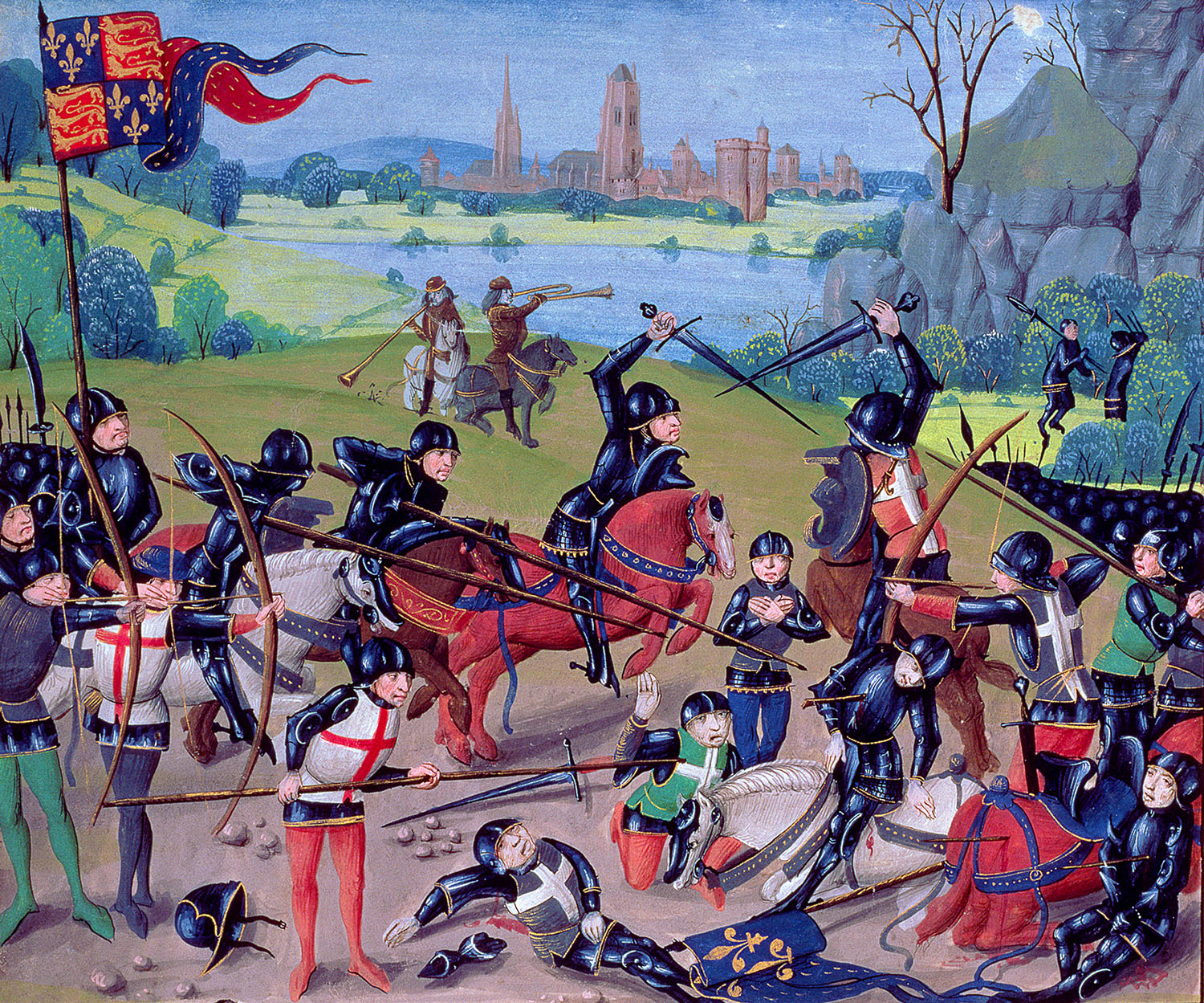
Hình minh họa trận Agincourt vào thế kỷ 15

## Giai đoạn chiến tranh thứ tư với chiến thắng của Pháp: 1429–1453

Thay đổi lãnh thổ trong chiến tranh. Pháp: vàng. Anh: xám. Burgundy: xám đen. Click vào để thấy thay đổi qua từng thời kỳ.

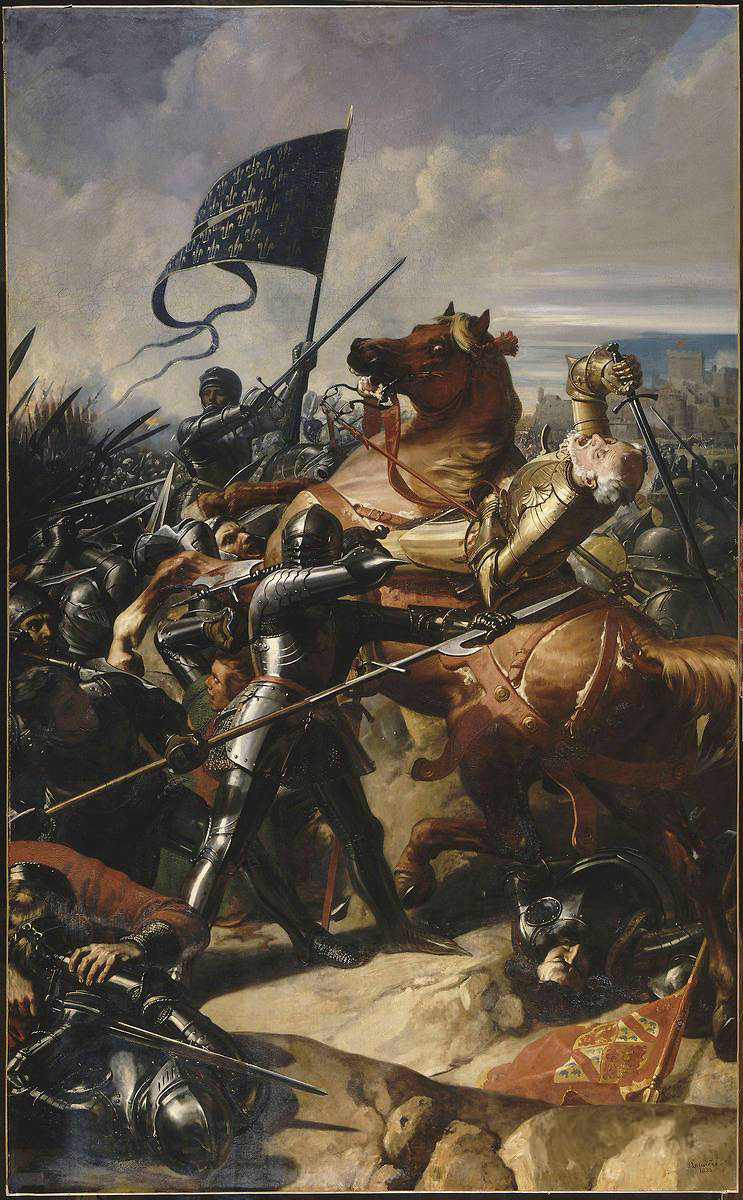
Hình minh họa trận Castillon

## Ý nghĩa lịch sử

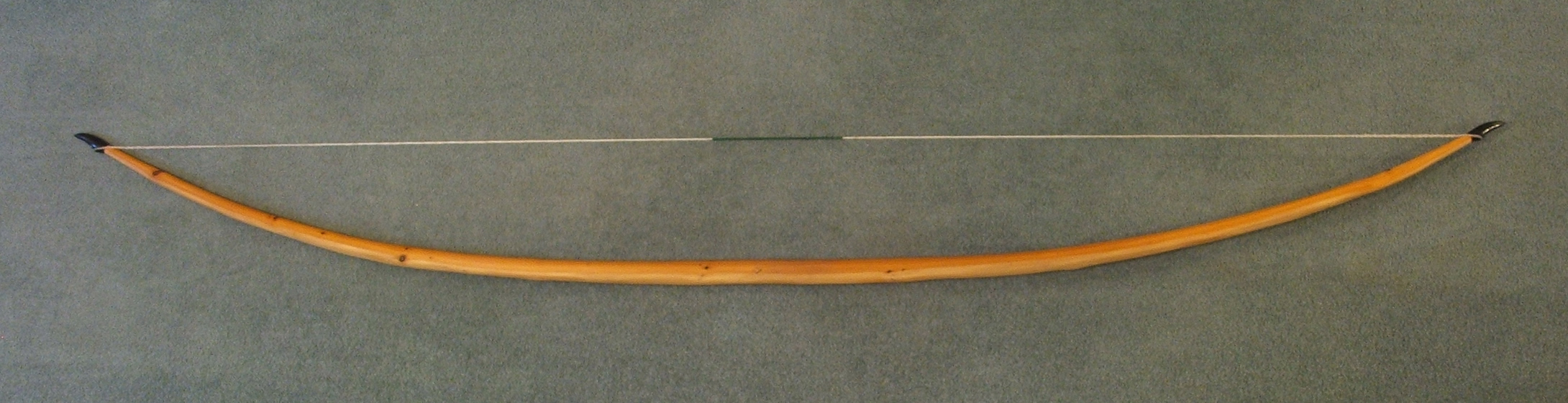
Cung tên dài, thứ vũ khí đã giúp Anh chiến thắng những trận vẻ vang.